# Anopla
Anopla zijn een klasse van de snoerwormen (Nemertea).

## Taxonomie en soorten
De volgende onderklassen zijn bij de klasse ingedeeld:
- Heteronemertea
- Palaeonemertea